# گوتلیب وانزرید
گوتلیب وانزرید (انگلیسی: Gottlieb Wanzenried; ۲ سپتامبر ۱۹۰۶ – ۲۴ ژوئن ۱۹۹۳) دوچرخه‌سوار اهل سوئیس بود.